# Richard Wolffenstein (Architekt)

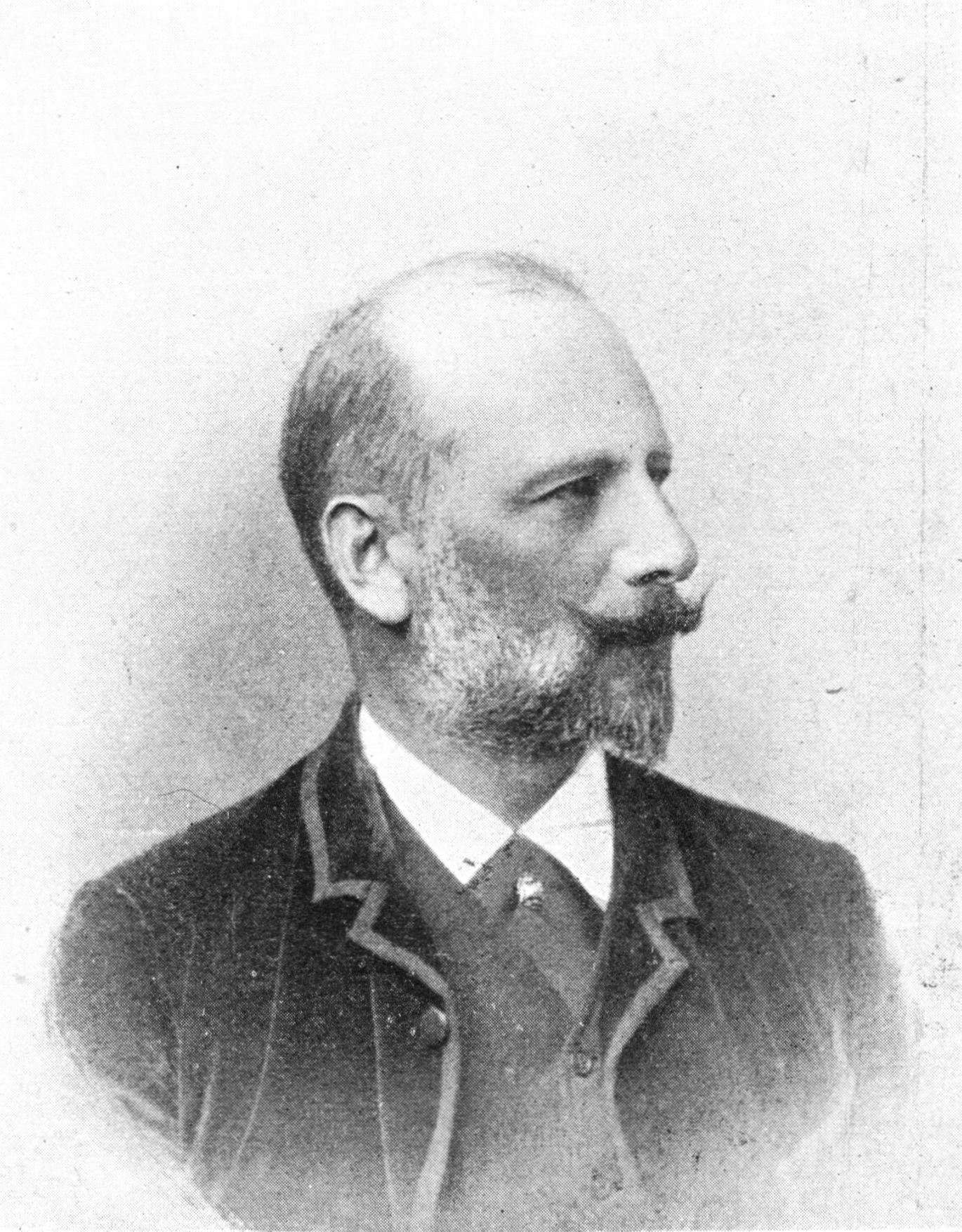
Richard Wolffenstein

Richard Wolffenstein

Richard Wolffenstein (* 7. September 1846 in Berlin; † 13. April 1919 in Charlottenburg) war ein deutscher Architekt des Historismus.

## Leben
Der als dritter Sohn eines jüdischen Färbereibesitzers, der schon zwei Jahre nach seiner Geburt starb, geborene Richard Wolffenstein besuchte die Friedrichswerdersche Gewerbeschule und absolvierte das Abitur 1864. Zwischen 1864 und 1868 machte er eine Lehre als Maurer und studierte anschließend 1868 bis 1871 an der Berliner Bauakademie. Neben dem Studium arbeitete er in den Architekturbüros Kyllmann & Heyden und von der Hude & Hennicke. Nach der Baumeisterprüfung 1873 war er drei Jahre unter dem hochrangigen preußischen Baubeamten Wilhelm Neumann tätig.
In den Jahren 1877 bis 1879 führte ihn eine ausgedehnte Studienreise nach Italien, in die Niederlande, nach Großbritannien, Frankreich und Spanien. Er heiratete Gabriele Yella Doller, 1889 wurde der Sohn Otto geboren, die Tochter Valerie 1891 und die Tochter Andrea 1897. Otto Wolffenstein litt an einer psychischen Krankheit und wurde 1940 im Rahmen des Euthanasieprogramms der Nationalsozialisten ermordet. Andrea und Valerie überlebten die Zeit des Nationalsozialismus teilweise im Untergrund.
Durch seine Lehrtätigkeit von 1878 bis 1896 an der Unterrichtsanstalt des Kunstgewerbemuseums Berlin lernte Richard Wolffenstein Wilhelm Cremer kennen, mit dem er 1882 das Architekturbüro Cremer & Wolffenstein gründete. Ihre erste gemeinsame Arbeit, das Wettbewerbsprojekt für das Reichstagsgebäude, brachte ihnen den 2. Platz. Zusammen bauten sie eine große Zahl Geschäftshäuser, Wohnhäuser und Synagogen, aber auch den Hochbahnhof Nollendorfplatz.
Richard Wolffenstein war am 8. Juni 1879 Gründungsmitglied der Vereinigung Berliner Architekten und 1898 Vorstandsmitglied. 1885 trat er der Gesellschaft der Freunde bei, für deren Geselligen Verein Cremer & Wolffenstein 1885 bis 1887 das Vereinshaus auf dem Grundstück Potsdamer Straße 9 erbauten.
1907 wurde er zum Baurat und zum 1912 Geheimen Baurat ernannt.
Richard Wolffenstein starb im April 1919 im Alter von 72 Jahren in Charlottenburg. Beigesetzt wurde er auf dem Alten Luisenstädtischen Friedhof in Berlin-Kreuzberg. Das Grab ist nicht erhalten.

## Bauten (Auswahl)
Die überwiegende Zahl der Werke von Richard Wolffenstein ist im Rahmen des Architekturbüros Cremer & Wolffenstein entstanden.
- 1873–1877: Bauleitung für die Erweiterung des Auswärtigen Amtes in Berlin, Wilhelmstraße / Wilhelmplatz
- 1885: nicht ausgeführter Entwurf für das Reichsgericht in Leipzig
- 1905: Grünstraßenbrücke zur Fischerinsel in Berlin
- ab 1914: Fassadenentwürfe für den Berliner Westhafen
- Treppenanlagen der Bösebrücke